# Tout-électrique
L'expression « tout-électrique » désigne le changement politique, énergétique et technologique qui vise à remplacer les énergies fossiles par l'électricité dans le cadre de la transition énergétique. L'expression est aujourd'hui surtout utilisée dans le cadre de l'industrie automobile (voiture électrique) mais peut être utilisée partout où les usages fossiles se voient électrifiés (résidentiel, industrie...).

## Contexte

### Contexte mondial
Les rapports du GIEC soulignent l'importance de l'électrification pour réduire les émissions de gaz à effet de serre. Le scénario « Future is electric » estime qu'en 2040 un véhicule sur deux sera électrique, la part de l'électricité dans le chauffage des bâtiments est multiplié par trois grâce à l'emploi de pompe à chaleur et l'électricité représente 40 % de l'énergie utilisée par l'industrie grâce au déploiement des pompes à chaleur et des électrolyseurs pour la production d'hydrogène. Ainsi dans ce scénario la part de l'électricité dans la demande énergétique passe de 19 % à 30 % en 2040. L'Agence internationale de l'énergie (AIE) estime même que le potentiel technique d'électrification est de 65 %.

### Contexte français
La part de l’électricité dans la consommation finale d’énergie pourrait passer en France de 27 % en 2019 à près de 50 % en 2050. Dans le cadre de cette électrification RTE estime que la consommation d'électricité augmentera de 35 % pour atteindre 645 TWh par an et mème jusqu'à 752 TWh dans le cas d'une réindustrialisation profonde de l'économie française.

## Mise en place

### Au sein de l'Union européenne
Des constructeurs automobiles comme Fiat, Mercedes, Mini, Renault et Volvo comptent arrêter de développer et vendre des véhicules thermiques avant 2030.
Les véhicules à moteur thermique seront interdits à la vente en 2035 dans l'Union européenne. 
La Commission européenne publie sa « stratégie pour l'hydrogène en vue d'une Europe neutre climatiquement », qui vise à déployer 6 GW d'électrolyseur avant 2024 puis au moins 40 GW d'ici à 2030 afin de produire dix millions de tonnes de dihydrogène par an. Elle prévoit que l’ensemble des investissements dans l’hydrogène renouvelable en Europe atteindra 180 à 470 milliards d’euros avant 2050. 

#### En France
Le chauffage au gaz et au fioul dans les bâtiments neufs sera pratiquement interdit avec la réglementation thermique de 2020 (RE 2020). Et pour la rénovation, la pompe à chaleur est plébiscitée pour remplacer les vieilles chaudières au fioul, désormais interdites à la vente,
La SNCF, qui s’est engagée à supprimer tous les trains Diesel en 2035 au plus tard, a mis en service les premiers trains électriques à batteries et à hydrogène d’Alstom.
En plus des voitures qui devrait être interdite d'ici 2035, les poids-lourds (camion, autobus, autocars) fonctionnant aux énergies fossiles devraient être interdit à la vente d'ici 2040 en France d'après la loi Climat et résilience.

## Débats
La construction du véhicule électrique et surtout de sa batterie étant très émettrice de gaz à effet de serre (GES), les bénéfices environnementaux n’apparaissent que si la voiture roule suffisamment. Ainsi, si le remplacement d'une voiture thermique par une voiture électrique permet une économie de CO2 de l'ordre (en 2021) de 79 % en Suède, 77 % en France, 62 % en Grande-Bretagne, elle n'est que de 56 % en Allemagne et de seulement 29 % en Pologne, car la production de l'électricité y est très dépendante du charbon. En Union européenne, les économies de CO2 devraient être en moyenne de 63 %. En phase d’usage de la voiture électrique, les émissions dépendent directement de celles du mix électrique, utilisé pour recharger les véhicules.